# The Big Combo
The Big Combo is een Amerikaanse film noir uit 1955 onder regie van Joseph H. Lewis. Destijds werd de film in Nederland uitgebracht onder de titel Ik was de vriendin van een gangster.

## Verhaal
Luitenant Diamond tracht met alle mogelijke middelen de bendeleider in het nauw te drijven en besteedt er zelfs zijn eigen geld aan. Hij gaat zelfs zo ver om vroegere bendeleden van Brown te bedreigen zodat ze hem meer zeggen over Browns misdaden. Zo weet hij dat Brown zijn vroegere vrouw heeft vermoord, en probeert daar bewijzen voor te vinden. Nog voor hij getuigen kan spreken hebben Browns huurmoordenaars echter iedereen opgeruimd die tegen hun baas zou kunnen getuigen. Susan kan de situatie niet meer aan en onderneemt een zelfmoordpoging door pillen te slikken. Brown wil wraak nemen op Diamond en stuurt zijn beulen Mingo en Fante achter hem aan...
Uiteindelijk slaagt Diamond erin om Susans hulp te krijgen en hij gaat een confrontatie aan met zijn aartsvijand uit de onderwereld.

## Rolverdeling
| Acteur           | Personage           |
| ---------------- | ------------------- |
| Cornel Wilde     | Leonard Diamond     |
| Richard Conte    | Mijnheer Brown      |
| Brian Donlevy    | Joe McClure         |
| Jean Wallace     | Susan Lowell        |
| Robert Middleton | Commandant Peterson |
| Lee Van Cleef    | Fante               |
| Earl Holliman    | Mingo               |
| Helen Walker     | Alicia Brown        |
| Jay Adler        | Sam Hill            |
| John Hoyt        | Nils Dreyer         |
| Ted de Corsia    | Ralph Bettini       |
| Helene Stanton   | Rita                |
| Roy Gordon       | Audubon             |

## Achtergrond
Deze gewelddadige, donkere film vertelt over de getormenteerde politieman Lt Leonard Diamond (Cornel Wilde), die een persoonlijke kruistocht aanvangt tegen de sadistische bendeleider Mr Brown (gespeeld door Richard Conte) die hij koste wat kost voor het gerecht wil brengen. Al zijn pogingen om de gangster in het nauw te drijven mislukken echter. Zijn korpschef, captain Peterson (Robert Middleton) verdenkt hem ervan dat hij vooral gemotiveerd is doordat hij verliefd is op Susan Lowell (Jean Wallace), het mooie blonde liefje van de gangster. Het meisje wordt slecht behandeld door Mr Brown, maar voelt zich fysiek zo aangetrokken tot de bruut dat ze hem niet verlaat.